# Mioblast
Mioblast (łac. myoblastus) – komórka pochodzenia mezodermalnego, będąca bezpośrednim prekursorem komórek mięśniowych.
Mioblasty wędrują podczas rozwoju zarodkowego z mięśniowej części somitu (miotom) do zawiązków przyszłych mięśni, gdzie ulegają fuzji z jądrami położonymi w rejonie środkowym, tworząc rurkowate formy, tak zwane miotuby, które różnicują się we włókna mięśniowe. Z mioblastów powstają także komórki tkanki tłuszczowej brunatnej.